# Volta a Dinamarca 2021
La Volta a Dinamarca 2021, 30a edició de la Volta a Dinamarca, es disputà entre el 10 i el 14 d'agost de 2021 sobre un recorregut de 783,3 km repartits entre cinc etapes. La cursa formava part del calendari de l'UCI ProSeries 2021, amb una categoria 2.Pro.
El vencedor final fou el belga Remco Evenepoel (Deceuninck-Quick Step), que s'imposà amb més d'un minut i mig sobre el segon classificat, el danès Mads Pedersen (Trek-Segafredo). Completà el podi el neerlandès Mike Teunissen (Team Jumbo-Visma).

## Equips
L'organització convidà a prendre part en la cursa a sis equips WorldTeams, set ProTeams, cinc equips continentals i un equip nacional:
| WorldTeams (6)- Deceuninck-Quick Step - Jumbo-Visma - Lotto Soudal - Qhubeka NextHash - Team DSM - Trek-Segafredo ProTeams (7)- Bardiani CSF Faizanè - Bingoal Pauwels Sauces WB - Team Novo Nordisk - Rally Cycling - Sport Vlaanderen-Baloise - Uno-X Pro Cycling Team - Vini Zabù Equips continentals (5)- BHS-PL Beton Bornholm - ColoQuick - HRE Mazowsze Serce Polski - Restaurant Suri-Carl Ras - Riwal Equip nacional- Dinamarca |
| |

## Etapes
| Etapa    | Data      | Ciutats d'etapa               | type                      | Distància (km) | Desnivell (m) | Vencedor de l'etapa | Líder de la general |
| -------- | --------- | ----------------------------- | ------------------------- | -------------- | ------------- | ------------------- | ------------------- |
| 1a etapa | 10 de ago | Struer – Esbjerg              | etapa plana               | 175,3          | 349 m         | Dylan Groenewegen   | Dylan Groenewegen   |
| 2a etapa | 11 de ago | Ribe – Sønderborg             | etapa plana               | 189,6          | 793 m         | Mads Pedersen       | Dylan Groenewegen   |
| 3a etapa | 12 de ago | Tønder – Vejle                | etapa accidentada         | 219,2          | 1.760 m       | Remco Evenepoel     | Remco Evenepoel     |
| 4a etapa | 13 de ago | Holbæk – Kalundborg           | etapa accidentada         | 188,4          | 1.340 m       | Colin Joyce         | Remco Evenepoel     |
| 5a etapa | 14 de ago | Frederiksberg – Frederiksberg | contrarellotge individual | 10,8           | 24 m          | Remco Evenepoel     | Remco Evenepoel     |

### Etapa 1
| \| Classificació de l'etapa \| Classificació de l'etapa \| Classificació de l'etapa \| Classificació de l'etapa \| Classificació de l'etapa \| \| Corredor \| Corredor \| Equip \| Temps \| \| \| ------------------------ \| ------------------------ \| ------------------------ \| ------------------------ \| ------------------------ \| \| 1r \| Dylan Groenewegen \| Jumbo-Visma \| 3h 47' 36" \| \| \| 2n \| Mark Cavendish \| Deceuninck-Quick Step \| + 0" \| \| \| 3r \| Giacomo Nizzolo \| Qhubeka NextHash \| + 0" \| \| \| 4t \| Arvid de Kleijn \| Rally Cycling \| + 2" \| \| \| 5è \| Cees Bol \| Team DSM \| + 2" \| \| \| 6è \| Mike Teunissen \| Jumbo-Visma \| + 2" \| \| \| 7è \| Mads Pedersen \| Trek-Segafredo \| + 2" \| \| \| 8è \| Tosh Van der Sande \| Lotto-Soudal \| + 2" \| \| \| 9è \| Jannik Steimle \| Deceuninck-Quick Step \| + 2" \| \| \| 10è \| Louis Bendixen \| Dinamarca \| + 2" \| \| |                    |                       |            |
| |                    |                       |            |
| Font: ProCyclingStats |                    |                       |            |
| Classificació de l'etapa |                    |                       |            |
| Corredor | Corredor           | Equip                 | Temps      |
| 1r | Dylan Groenewegen  | Jumbo-Visma           | 3h 47' 36" |
| 2n | Mark Cavendish     | Deceuninck-Quick Step | + 0"       |
| 3r | Giacomo Nizzolo    | Qhubeka NextHash      | + 0"       |
| 4t | Arvid de Kleijn    | Rally Cycling         | + 2"       |
| 5è | Cees Bol           | Team DSM              | + 2"       |
| 6è | Mike Teunissen     | Jumbo-Visma           | + 2"       |
| 7è | Mads Pedersen      | Trek-Segafredo        | + 2"       |
| 8è | Tosh Van der Sande | Lotto-Soudal          | + 2"       |
| 9è | Jannik Steimle     | Deceuninck-Quick Step | + 2"       |
| 10è | Louis Bendixen     | Dinamarca             | + 2"       |

| \| Classificació general \| Classificació general \| Classificació general \| Classificació general \| Classificació general \| \| Corredor \| Corredor \| Equip \| Temps \| \| \| --------------------- \| --------------------- \| --------------------- \| --------------------- \| --------------------- \| \| 1r \| Dylan Groenewegen \| Jumbo-Visma \| 3h 47' 26" \| \| \| 2n \| Mark Cavendish \| Deceuninck-Quick Step \| + 4" \| \| \| 3r \| Giacomo Nizzolo \| Qhubeka NextHash \| + 6" \| \| \| 4t \| Arvid de Kleijn \| Rally Cycling \| + 12" \| \| \| 5è \| Cees Bol \| Team DSM \| + 12" \| \| \| 6è \| Mike Teunissen \| Jumbo-Visma \| + 12" \| \| \| 7è \| Mads Pedersen \| Trek-Segafredo \| + 12" \| \| \| 8è \| Tosh Van der Sande \| Lotto-Soudal \| + 12" \| \| \| 9è \| Jannik Steimle \| Deceuninck-Quick Step \| + 12" \| \| \| 10è \| Louis Bendixen \| Dinamarca \| + 12" \| \| |                    |                       |            |
| |                    |                       |            |
| Font: ProCyclingStats |                    |                       |            |
| Classificació general |                    |                       |            |
| Corredor | Corredor           | Equip                 | Temps      |
| 1r | Dylan Groenewegen  | Jumbo-Visma           | 3h 47' 26" |
| 2n | Mark Cavendish     | Deceuninck-Quick Step | + 4"       |
| 3r | Giacomo Nizzolo    | Qhubeka NextHash      | + 6"       |
| 4t | Arvid de Kleijn    | Rally Cycling         | + 12"      |
| 5è | Cees Bol           | Team DSM              | + 12"      |
| 6è | Mike Teunissen     | Jumbo-Visma           | + 12"      |
| 7è | Mads Pedersen      | Trek-Segafredo        | + 12"      |
| 8è | Tosh Van der Sande | Lotto-Soudal          | + 12"      |
| 9è | Jannik Steimle     | Deceuninck-Quick Step | + 12"      |
| 10è | Louis Bendixen     | Dinamarca             | + 12"      |

### Etapa 2
| \| Classificació de l'etapa \| Classificació de l'etapa \| Classificació de l'etapa \| Classificació de l'etapa \| Classificació de l'etapa \| \| Corredor \| Corredor \| Equip \| Temps \| \| \| ------------------------ \| ------------------------ \| ------------------------- \| ------------------------ \| ------------------------ \| \| 1r \| Mads Pedersen \| Trek-Segafredo \| 4h 02' 02" \| \| \| 2n \| Giacomo Nizzolo \| Qhubeka NextHash \| + 0" \| \| \| 3r \| Dylan Groenewegen \| Jumbo-Visma \| + 0" \| \| \| 4t \| Rasmus Tiller \| Uno-X Pro Cycling Team \| + 0" \| \| \| 5è \| Jannik Steimle \| Deceuninck-Quick Step \| + 0" \| \| \| 6è \| Timothy Dupont \| Bingoal Pauwels Sauces WB \| + 0" \| \| \| 7è \| Arvid de Kleijn \| Rally Cycling \| + 0" \| \| \| 8è \| Gerben Thijssen \| Lotto-Soudal \| + 0" \| \| \| 9è \| Tosh Van der Sande \| Lotto-Soudal \| + 0" \| \| \| 10è \| Mattias Skjelmose \| Trek-Segafredo \| + 0" \| \| |                    |                           |            |
| |                    |                           |            |
| Font: ProCyclingStats |                    |                           |            |
| Classificació de l'etapa |                    |                           |            |
| Corredor | Corredor           | Equip                     | Temps      |
| 1r | Mads Pedersen      | Trek-Segafredo            | 4h 02' 02" |
| 2n | Giacomo Nizzolo    | Qhubeka NextHash          | + 0"       |
| 3r | Dylan Groenewegen  | Jumbo-Visma               | + 0"       |
| 4t | Rasmus Tiller      | Uno-X Pro Cycling Team    | + 0"       |
| 5è | Jannik Steimle     | Deceuninck-Quick Step     | + 0"       |
| 6è | Timothy Dupont     | Bingoal Pauwels Sauces WB | + 0"       |
| 7è | Arvid de Kleijn    | Rally Cycling             | + 0"       |
| 8è | Gerben Thijssen    | Lotto-Soudal              | + 0"       |
| 9è | Tosh Van der Sande | Lotto-Soudal              | + 0"       |
| 10è | Mattias Skjelmose  | Trek-Segafredo            | + 0"       |

| \| Classificació general \| Classificació general \| Classificació general \| Classificació general \| Classificació general \| \| Corredor \| Corredor \| Equip \| Temps \| \| \| --------------------- \| --------------------- \| ------------------------ \| --------------------- \| --------------------- \| \| 1r \| Dylan Groenewegen \| Jumbo-Visma \| 7h 49' 24" \| \| \| 2n \| Giacomo Nizzolo \| Qhubeka NextHash \| + 4" \| \| \| 3r \| Mads Pedersen \| Trek-Segafredo \| + 6" \| \| \| 4t \| Mark Cavendish \| Deceuninck-Quick Step \| + 8" \| \| \| 5è \| Kenneth Van Rooy \| Sport Vlaanderen-Baloise \| + 13" \| \| \| 6è \| Arvid de Kleijn \| Rally Cycling \| + 16" \| \| \| 7è \| Jannik Steimle \| Deceuninck-Quick Step \| + 16" \| \| \| 8è \| Tosh Van der Sande \| Lotto-Soudal \| + 16" \| \| \| 9è \| Gerben Thijssen \| Lotto-Soudal \| + 16" \| \| \| 10è \| Rasmus Tiller \| Uno-X Pro Cycling Team \| + 16" \| \| |                    |                          |            |
| |                    |                          |            |
| Font: ProCyclingStats |                    |                          |            |
| Classificació general |                    |                          |            |
| Corredor | Corredor           | Equip                    | Temps      |
| 1r | Dylan Groenewegen  | Jumbo-Visma              | 7h 49' 24" |
| 2n | Giacomo Nizzolo    | Qhubeka NextHash         | + 4"       |
| 3r | Mads Pedersen      | Trek-Segafredo           | + 6"       |
| 4t | Mark Cavendish     | Deceuninck-Quick Step    | + 8"       |
| 5è | Kenneth Van Rooy   | Sport Vlaanderen-Baloise | + 13"      |
| 6è | Arvid de Kleijn    | Rally Cycling            | + 16"      |
| 7è | Jannik Steimle     | Deceuninck-Quick Step    | + 16"      |
| 8è | Tosh Van der Sande | Lotto-Soudal             | + 16"      |
| 9è | Gerben Thijssen    | Lotto-Soudal             | + 16"      |
| 10è | Rasmus Tiller      | Uno-X Pro Cycling Team   | + 16"      |

### Etapa 3
| \| Classificació de l'etapa \| Classificació de l'etapa \| Classificació de l'etapa \| Classificació de l'etapa \| Classificació de l'etapa \| \| Corredor \| Corredor \| Equip \| Temps \| \| \| ------------------------ \| ------------------------ \| ------------------------- \| ------------------------ \| ------------------------ \| \| 1r \| Remco Evenepoel \| Deceuninck-Quick Step \| 4h 54' 44" \| \| \| 2n \| Tosh Van der Sande \| Lotto-Soudal \| + 1' 29" \| \| \| 3r \| Nick van der Lijke \| Riwal Cycling Team \| + 1' 32" \| \| \| 4t \| Mike Teunissen \| Jumbo-Visma \| + 1' 32" \| \| \| 5è \| Mads Pedersen \| Trek-Segafredo \| + 1' 41" \| \| \| 6è \| Anthon Charmig \| Uno-X Pro Cycling Team \| + 1' 54" \| \| \| 7è \| Mattias Skjelmose \| Trek-Segafredo \| + 3' 21" \| \| \| 8è \| Milan Menten \| Bingoal Pauwels Sauces WB \| + 3' 21" \| \| \| 9è \| Mads Rahbek \| BHS-PL Beton Bornholm \| + 3' 23" \| \| \| 10è \| Jeppe Aaskov Pallesen \| ColoQuick \| + 3' 23" \| \| |                       |                           |            |
| |                       |                           |            |
| Font: ProCyclingStats |                       |                           |            |
| Classificació de l'etapa |                       |                           |            |
| Corredor | Corredor              | Equip                     | Temps      |
| 1r | Remco Evenepoel       | Deceuninck-Quick Step     | 4h 54' 44" |
| 2n | Tosh Van der Sande    | Lotto-Soudal              | + 1' 29"   |
| 3r | Nick van der Lijke    | Riwal Cycling Team        | + 1' 32"   |
| 4t | Mike Teunissen        | Jumbo-Visma               | + 1' 32"   |
| 5è | Mads Pedersen         | Trek-Segafredo            | + 1' 41"   |
| 6è | Anthon Charmig        | Uno-X Pro Cycling Team    | + 1' 54"   |
| 7è | Mattias Skjelmose     | Trek-Segafredo            | + 3' 21"   |
| 8è | Milan Menten          | Bingoal Pauwels Sauces WB | + 3' 21"   |
| 9è | Mads Rahbek           | BHS-PL Beton Bornholm     | + 3' 23"   |
| 10è | Jeppe Aaskov Pallesen | ColoQuick                 | + 3' 23"   |

| \| Classificació general \| Classificació general \| Classificació general \| Classificació general \| Classificació general \| \| Corredor \| Corredor \| Equip \| Temps \| \| \| --------------------- \| --------------------- \| ------------------------- \| --------------------- \| --------------------- \| \| 1r \| Remco Evenepoel \| Deceuninck-Quick Step \| 12h 44' 14" \| \| \| 2n \| Tosh Van der Sande \| Lotto-Soudal \| + 1' 33" \| \| \| 3r \| Mads Pedersen \| Trek-Segafredo \| + 1' 36" \| \| \| 4t \| Nick van der Lijke \| Riwal Cycling Team \| + 1' 38" \| \| \| 5è \| Mike Teunissen \| Jumbo-Visma \| + 1' 40" \| \| \| 6è \| Anthon Charmig \| Uno-X Pro Cycling Team \| + 2' 04" \| \| \| 7è \| Milan Menten \| Bingoal Pauwels Sauces WB \| + 3' 31" \| \| \| 8è \| Mattias Skjelmose \| Trek-Segafredo \| + 3' 31" \| \| \| 9è \| Rasmus Tiller \| Uno-X Pro Cycling Team \| + 3' 33" \| \| \| 10è \| Lucas Eriksson \| Riwal Cycling Team \| + 3' 33" \| \| |                    |                           |             |
| |                    |                           |             |
| Font: ProCyclingStats |                    |                           |             |
| Classificació general |                    |                           |             |
| Corredor | Corredor           | Equip                     | Temps       |
| 1r | Remco Evenepoel    | Deceuninck-Quick Step     | 12h 44' 14" |
| 2n | Tosh Van der Sande | Lotto-Soudal              | + 1' 33"    |
| 3r | Mads Pedersen      | Trek-Segafredo            | + 1' 36"    |
| 4t | Nick van der Lijke | Riwal Cycling Team        | + 1' 38"    |
| 5è | Mike Teunissen     | Jumbo-Visma               | + 1' 40"    |
| 6è | Anthon Charmig     | Uno-X Pro Cycling Team    | + 2' 04"    |
| 7è | Milan Menten       | Bingoal Pauwels Sauces WB | + 3' 31"    |
| 8è | Mattias Skjelmose  | Trek-Segafredo            | + 3' 31"    |
| 9è | Rasmus Tiller      | Uno-X Pro Cycling Team    | + 3' 33"    |
| 10è | Lucas Eriksson     | Riwal Cycling Team        | + 3' 33"    |

### Etapa 4
| \| Classificació de l'etapa \| Classificació de l'etapa \| Classificació de l'etapa \| Classificació de l'etapa \| Classificació de l'etapa \| \| Corredor \| Corredor \| Equip \| Temps \| \| \| ------------------------ \| -------------------------- \| ------------------------ \| ------------------------ \| ------------------------ \| \| 1r \| Colin Joyce \| Rally Cycling \| \| \| \| 2n \| Sebastian Nielsen \| Restaurant Suri-Carl Ras \| + 0" \| \| \| 3r \| Martin Salmon \| Team DSM \| + 0" \| \| \| 4t \| Magnus Bak Klaris \| Dinamarca \| + 0" \| \| \| 5è \| Aaron Van Poucke \| Sport Vlaanderen-Baloise \| + 0" \| \| \| 6è \| Mads Østergaard Kristensen \| ColoQuick \| + 2" \| \| \| 7è \| Giacomo Nizzolo \| Qhubeka NextHash \| + 6" \| \| \| 8è \| Mads Pedersen \| Trek-Segafredo \| + 6" \| \| \| 9è \| Mark Cavendish \| Deceuninck-Quick Step \| + 6" \| \| \| 10è \| Michael Mørkøv \| Deceuninck-Quick Step \| + 6" \| \| |                            |                          |       |
| |                            |                          |       |
| Font: ProCyclingStats |                            |                          |       |
| Classificació de l'etapa |                            |                          |       |
| Corredor | Corredor                   | Equip                    | Temps |
| 1r | Colin Joyce                | Rally Cycling            |       |
| 2n | Sebastian Nielsen          | Restaurant Suri-Carl Ras | + 0"  |
| 3r | Martin Salmon              | Team DSM                 | + 0"  |
| 4t | Magnus Bak Klaris          | Dinamarca                | + 0"  |
| 5è | Aaron Van Poucke           | Sport Vlaanderen-Baloise | + 0"  |
| 6è | Mads Østergaard Kristensen | ColoQuick                | + 2"  |
| 7è | Giacomo Nizzolo            | Qhubeka NextHash         | + 6"  |
| 8è | Mads Pedersen              | Trek-Segafredo           | + 6"  |
| 9è | Mark Cavendish             | Deceuninck-Quick Step    | + 6"  |
| 10è | Michael Mørkøv             | Deceuninck-Quick Step    | + 6"  |

| \| Classificació general \| Classificació general \| Classificació general \| Classificació general \| Classificació general \| \| Corredor \| Corredor \| Equip \| Temps \| \| \| --------------------- \| --------------------- \| ------------------------- \| --------------------- \| --------------------- \| \| 1r \| Remco Evenepoel \| Deceuninck-Quick Step \| 7h 07' 04" \| \| \| 2n \| Tosh Van der Sande \| Lotto-Soudal \| + 1' 33" \| \| \| 3r \| Mads Pedersen \| Trek-Segafredo \| + 1' 36" \| \| \| 4t \| Nick van der Lijke \| Riwal Cycling Team \| + 1' 38" \| \| \| 5è \| Mike Teunissen \| Jumbo-Visma \| + 1' 40" \| \| \| 6è \| Anthon Charmig \| Uno-X DARE Development \| + 2' 16" \| \| \| 7è \| Milan Menten \| Bingoal Pauwels Sauces WB \| + 3' 31" \| \| \| 8è \| Rasmus Tiller \| Uno-X Pro Cycling Team \| + 3' 33" \| \| \| 9è \| Lucas Eriksson \| Riwal Cycling Team \| + 3' 33" \| \| \| 10è \| Mattias Skjelmose \| Trek-Segafredo \| + 3' 43" \| \| |                    |                           |            |
| |                    |                           |            |
| Font: ProCyclingStats |                    |                           |            |
| Classificació general |                    |                           |            |
| Corredor | Corredor           | Equip                     | Temps      |
| 1r | Remco Evenepoel    | Deceuninck-Quick Step     | 7h 07' 04" |
| 2n | Tosh Van der Sande | Lotto-Soudal              | + 1' 33"   |
| 3r | Mads Pedersen      | Trek-Segafredo            | + 1' 36"   |
| 4t | Nick van der Lijke | Riwal Cycling Team        | + 1' 38"   |
| 5è | Mike Teunissen     | Jumbo-Visma               | + 1' 40"   |
| 6è | Anthon Charmig     | Uno-X DARE Development    | + 2' 16"   |
| 7è | Milan Menten       | Bingoal Pauwels Sauces WB | + 3' 31"   |
| 8è | Rasmus Tiller      | Uno-X Pro Cycling Team    | + 3' 33"   |
| 9è | Lucas Eriksson     | Riwal Cycling Team        | + 3' 33"   |
| 10è | Mattias Skjelmose  | Trek-Segafredo            | + 3' 43"   |

### Etapa 5
| \| Classificació de l'etapa \| Classificació de l'etapa \| Classificació de l'etapa \| Classificació de l'etapa \| Classificació de l'etapa \| \| Corredor \| Corredor \| Equip \| Temps \| \| \| ------------------------ \| ------------------------ \| ------------------------ \| ------------------------ \| ------------------------ \| \| 1r \| Remco Evenepoel \| Deceuninck-Quick Step \| 12' 13" \| \| \| 2n \| Søren Kragh Andersen \| Team DSM \| + 1" \| \| \| 3r \| Mads Pedersen \| Trek-Segafredo \| + 6" \| \| \| 4t \| Edoardo Affini \| Jumbo-Visma \| + 7" \| \| \| 5è \| Jannik Steimle \| Deceuninck-Quick Step \| + 14" \| \| \| 6è \| Mike Teunissen \| Jumbo-Visma \| + 20" \| \| \| 7è \| Mattias Skjelmose \| Trek-Segafredo \| + 23" \| \| \| 8è \| Morten Hulgaard \| Uno-X Pro Cycling Team \| + 28" \| \| \| 9è \| Mark Cavendish \| Deceuninck-Quick Step \| + 31" \| \| \| 10è \| Adam Holm Jørgensen \| BHS-PL Beton Bornholm \| + 33" \| \| |                      |                        |         |
| |                      |                        |         |
| Font: ProCyclingStats |                      |                        |         |
| Classificació de l'etapa |                      |                        |         |
| Corredor | Corredor             | Equip                  | Temps   |
| 1r | Remco Evenepoel      | Deceuninck-Quick Step  | 12' 13" |
| 2n | Søren Kragh Andersen | Team DSM               | + 1"    |
| 3r | Mads Pedersen        | Trek-Segafredo         | + 6"    |
| 4t | Edoardo Affini       | Jumbo-Visma            | + 7"    |
| 5è | Jannik Steimle       | Deceuninck-Quick Step  | + 14"   |
| 6è | Mike Teunissen       | Jumbo-Visma            | + 20"   |
| 7è | Mattias Skjelmose    | Trek-Segafredo         | + 23"   |
| 8è | Morten Hulgaard      | Uno-X Pro Cycling Team | + 28"   |
| 9è | Mark Cavendish       | Deceuninck-Quick Step  | + 31"   |
| 10è | Adam Holm Jørgensen  | BHS-PL Beton Bornholm  | + 33"   |

## Classificació final
| \| Classificació general \| Classificació general \| Classificació general \| Classificació general \| Classificació general \| \| Corredor \| Corredor \| Equip \| Temps \| \| \| --------------------- \| --------------------- \| ---------------------- \| --------------------- \| --------------------- \| \| 1r \| Remco Evenepoel \| Deceuninck-Quick Step \| 17h 19' 17" \| \| \| 2n \| Mads Pedersen \| Trek-Segafredo \| + 1' 42" \| \| \| 3r \| Mike Teunissen \| Jumbo-Visma \| + 2' 00" \| \| \| 4t \| Nick van der Lijke \| Riwal Cycling Team \| + 2' 14" \| \| \| 5è \| Tosh Van der Sande \| Lotto-Soudal \| + 2' 30" \| \| \| 6è \| Søren Kragh Andersen \| Team DSM \| + 3' 46" \| \| \| 7è \| Anthon Charmig \| Uno-X Pro Cycling Team \| + 3' 51" \| \| \| 8è \| Mattias Skjelmose \| Trek-Segafredo \| + 4' 06" \| \| \| 9è \| Julien Bernard \| Trek-Segafredo \| + 4' 42" \| \| \| 10è \| Lucas Eriksson \| Riwal Cycling Team \| + 4' 42" \| \| |                      |                        |             |
| |                      |                        |             |
| Font: ProCyclingStats |                      |                        |             |
| Classificació general |                      |                        |             |
| Corredor | Corredor             | Equip                  | Temps       |
| 1r | Remco Evenepoel      | Deceuninck-Quick Step  | 17h 19' 17" |
| 2n | Mads Pedersen        | Trek-Segafredo         | + 1' 42"    |
| 3r | Mike Teunissen       | Jumbo-Visma            | + 2' 00"    |
| 4t | Nick van der Lijke   | Riwal Cycling Team     | + 2' 14"    |
| 5è | Tosh Van der Sande   | Lotto-Soudal           | + 2' 30"    |
| 6è | Søren Kragh Andersen | Team DSM               | + 3' 46"    |
| 7è | Anthon Charmig       | Uno-X Pro Cycling Team | + 3' 51"    |
| 8è | Mattias Skjelmose    | Trek-Segafredo         | + 4' 06"    |
| 9è | Julien Bernard       | Trek-Segafredo         | + 4' 42"    |
| 10è | Lucas Eriksson       | Riwal Cycling Team     | + 4' 42"    |

## Classificacions secundàries

### Classificació per punts
| Classificació per punts | Classificació per punts | Classificació per punts  | Classificació per punts | Classificació per punts |
| Corredor                | Corredor                | Equip                    | Punts                   |                         |
| ----------------------- | ----------------------- | ------------------------ | ----------------------- | ----------------------- |
| 1r                      | Mads Pedersen           | Trek-Segafredo           | 52 pts                  |                         |
| 2n                      | Remco Evenepoel         | Deceuninck-Quick Step    | 30 pts                  |                         |
| 3r                      | Giacomo Nizzolo         | Qhubeka NextHash         | 29 pts                  |                         |
| 4t                      | Mike Teunissen          | Jumbo-Visma              | 26 pts                  |                         |
| 5è                      | Dylan Groenewegen       | Jumbo-Visma              | 25 pts                  |                         |
| 6è                      | Tosh Van der Sande      | Lotto-Soudal             | 21 pts                  |                         |
| 8è                      | Mark Cavendish          | Deceuninck-Quick Step    | 20 pts                  |                         |
| 9è                      | Colin Joyce             | Rally Cycling            | 18 pts                  |                         |
| 10è                     | Sebastian Nielsen       | Restaurant Suri-Carl Ras | 18 pts                  |                         |
| 10è                     | Jannik Steimle          | Deceuninck-Quick Step    | 20 pts                  |                         |

### Classificació de la muntanya
| Classificació de la muntanya | Classificació de la muntanya | Classificació de la muntanya | Classificació de la muntanya | Classificació de la muntanya |
| Corredor                     | Corredor                     | Equip                        | Punts                        |                              |
| ---------------------------- | ---------------------------- | ---------------------------- | ---------------------------- | ---------------------------- |
| 1r                           | Rasmus Bøgh Wallin           | Dinamarca                    | 40 pts                       |                              |
| 2n                           | Emil Toudal                  | BHS-PL Beton Bornholm        | 40 pts                       |                              |
| 3r                           | Frederik Irgens Jensen       | BHS-PL Beton Bornholm        | 32 pts                       |                              |
| 4t                           | Jannik Steimle               | Deceuninck-Quick Step        | 16 pts                       |                              |
| 5è                           | Julien Bernard               | Trek-Segafredo               | 12 pts                       |                              |
| 6è                           | Jesper Hansen                | Riwal Cycling Team           | 12 pts                       |                              |
| 7è                           | Daniel Stampe                | Dinamarca                    | 12 pts                       |                              |
| 8è                           | Norbert Banaszek             | HRE Mazowsze Serce Polski    | 12 pts                       |                              |
| 9è                           | Anders Foldager              | Dinamarca                    | 12 pts                       |                              |
| 10è                          | Jakub Kaczmarek              | HRE Mazowsze Serce Polski    | 12 pts                       |                              |

### Classificació dels joves
| Classificació del millor jove | Classificació del millor jove | Classificació del millor jove | Classificació del millor jove | Classificació del millor jove |
| Corredor                      | Corredor                      | Equip                         | Temps                         |                               |
| ----------------------------- | ----------------------------- | ----------------------------- | ----------------------------- | ----------------------------- |
| 1r                            | Remco Evenepoel               | Deceuninck-Quick Step         | 17h 19' 17"                   |                               |
| 2n                            | Mattias Skjelmose             | Trek-Segafredo                | + 4' 06"                      |                               |
| 3r                            | Rick Pluimers                 | Jumbo-Visma                   | + 10' 46"                     |                               |
| 4t                            | Antonio Puppio                | Qhubeka NextHash              | + 14' 37"                     |                               |
| 5è                            | Kasper Andersen               | ColoQuick                     | + 15' 14"                     |                               |
| 6è                            | Sébastien Grignard            | Lotto-Soudal                  | + 16' 07"                     |                               |
| 7è                            | Tim Van Dijke                 | Jumbo-Visma                   | + 17' 03"                     |                               |
| 8è                            | Sebastian Nielsen             | Restaurant Suri-Carl Ras      | + 19' 53"                     |                               |
| 9è                            | Frederik Irgens Jensen        | BHS-PL Beton Bornholm         | + 21' 44"                     |                               |
| 10è                           | Fabio Mazzucco                | Bardiani CSF Faizanè          | + 22' 15"                     |                               |

### Classificació per equips
| Classificació per equips | Classificació per equips | Classificació per equips | Classificació per equips |
| Equip                    | Equip                    | Temps                    |                          |
| ------------------------ | ------------------------ | ------------------------ | ------------------------ |
| 1r                       | Trek-Segafredo           | 52h 08' 18"              |                          |
| 2n                       | Deceuninck-Quick Step    | + 4' 59"                 |                          |
| 3r                       | Jumbo-Visma              | + 10' 27"                |                          |
| 4t                       | Riwal                    | + 10' 37"                |                          |
| 5è                       | Uno-X Pro Cycling Team   | + 12' 39"                |                          |
| 6è                       | ColoQuick                | + 22' 28"                |                          |
| 7è                       | Rally Cycling            | + 22' 31"                |                          |
| 8è                       | Lotto Soudal             | + 23' 00"                |                          |
| 9è                       | Dinamarca                | + 24' 13"                |                          |
| 10è                      | Qhubeka NextHash         | + 24' 58"                |                          |

## Evolució de les classificacions
| Etapa                  | Vencedor               | Classificació general | Classificació per punts | Classificació de la muntanya | Classificació dels joves | Classificació de la combativitat | Classificació per equips |
| ---------------------- | ---------------------- | --------------------- | ----------------------- | ---------------------------- | ------------------------ | -------------------------------- | ------------------------ |
| 1                      | Dylan Groenewegen      | Dylan Groenewegen     | Dylan Groenewegen       | Frederik Jensen              | Morten Nørtoft           | Rasmus Bøgh Wallin               | Deceuninck-Quick Step    |
| 2                      | Mads Pedersen          | Dylan Groenewegen     | Dylan Groenewegen       | Rasmus Bøgh Wallin           | Mattias Skjelmose Jensen | Rasmus Bøgh Wallin               | Trek-Segafredo           |
| 3                      | Remco Evenepoel        | Remco Evenepoel       | Mads Pedersen           | Rasmus Bøgh Wallin           | Remco Evenepoel          | Rasmus Bøgh Wallin               | Trek-Segafredo           |
| 4                      | Colin Joyce            | Remco Evenepoel       | Mads Pedersen           | Rasmus Bøgh Wallin           | Remco Evenepoel          | Rasmus Bøgh Wallin               | Trek-Segafredo           |
| 5                      | Remco Evenepoel        | Remco Evenepoel       | Mads Pedersen           | Rasmus Bøgh Wallin           | Remco Evenepoel          | Rasmus Bøgh Wallin               | Trek-Segafredo           |
| Classificacions finals | Classificacions finals | Remco Evenepoel       | Mads Pedersen           | Rasmus Bøgh Wallin           | Remco Evenepoel          | Rasmus Bøgh Wallin               | Trek-Segafredo           |